# Друкований Михайло Федорович
Друкований Михайло Федорович (нар. 20 листопада 1931, с. Ометинці Немирівського району, Вінницької області — пом. 22 березня 2023, Вінниця) — український науковець, доктор технічних наук (1968), професор (1969), професор кафедри будівництва, міського господарства та архітектури, відмінник освіти України, заслужений винахідник України, академік Української академії наук та дійсний член академії будівництва України, гірничий інженер.

## Життєпис
Михайло Федорович Друкований народився 20 листопада 1931 року в Ометинці Немирівського району, Вінницької області в сім’ї колгоспників. У 12 років залишився круглим сиротою — батька у 1942 році розстріляли німці, мати померла в евакуації у 1943 році. У 1951 році закінчив на відмінно Краснянську середню школу. У 1956 році закінчив Дніпропетровський гірничий інститут за спеціальністю "Шахтне будівництво".

## Професійна діяльність
1958-1962 — працював молодшим та старшим науковим співробітником у Дніпропетровському гірничому інституті
1959-1961 — навчання в аспірантурі при Дніпропетровському гірничому інституті
1961 — захист кандидатської дисертації в м. Москва
1962 — старший науковий співробітник, завідувач неструктурної лабораторії механіки вибуху Інституту геотехнічної механіки АН УРСР (м. Дніпро)
1962-1974 — працював у Національній академії наук України, організував відділ механіки вибуху Інституту геотехнічної механіки
1967-1974 — завідувач відділу механіки вибуху, перший заступник директора з наукової роботи в Інституті геотехнічної механіки АН УРСР
1968 — захист докторської дисертації в м. Києві та присудження наукового ступеня доктора технічних наук
1969 — присвоєння Вищою атестаційною комісією СРСР наукового звання професора
1972 — і по сьогодні — працює у Вінницькому національному технічному університеті на посадах завідувача кафедри, деканом та заступником директора Інституту будівництва
1974 — обраний на посаду професора кафедри нарисної геометрії та креслення Вінницького політехнічного інституту
1975 — заснував будівельний факультет у Вінницькому політехнічному інституті (ВПІ)
1975 — завідувач кафедри промислового та цивільного будівництва та декан інженерно-будівельного факультету
2008 — професор кафедри автоматизації та комплексної механізації технологічних процесів у Вінницькому державному аграрному університеті на кафедрі АКМ ТП
2010-2023 — професор кафедри будівництва, міського господарства та архітектури ВНТУ.

## Звання та нагороди
- Знак "Шахтарської слави" III ступеня
- Медаль "За трудову доблесть"
- нагрудний знак "Ветеран праці"
- нагрудний знак МОН України "Відмінник освіти України"
- почесне звання "Заслужений винахідник України"
- "Людина року 1990" (Американський біографічний інститут) (1990)[2] [3]
- "Людина другого тисячоліття" (Оксфордський університет) (2000)[2][3]
- Грамота Виконавчого комітету Вінницької міської ради (2021)[2].

## Наукова, педагогічна та навчально-методична робота
Результатом наукової та педагогічної діяльності Друкованого Михайла Федоровича є більше ніж 350 наукових публікацій, з них: 65 монографій, 54 підручники; отримав 62 авторських свідоцтва та патенти. Наукові праці та винаходи Михайла Федоровича упроваджено в народне господарство зі значним економічним ефектом.
Під науковим керівництвом Друкованого М. Ф. захищено 5 докторських та 56 кандидатських дисертацій, у тому числі 7 кандидатських дисертацій захищені громадянами арабських країн.
Основні напрямки наукової діяльності:
1. Розробка екологічно чистих будівельних матеріалів;
2. Розробка сучасних екологічно чистих біопалив;
3. Розробка технології та техніки переробки біомаси в біогаз та органічні добрива;
4. Розробка теорії піролізного горіння та піролізних котлів;
5. Наукове дослідження у галузях ущільнення, армування та руйнування матеріалів ґрунтів і основ.

## Монографії та навчальні посібники
- Армовані основи будівель та споруд : монографія / М. Ф. Друкований, В. І. Риндюк, С. В. Матвєєв – Вінниця: УНІВЕРСУМ-Вінниця, 2006. – 235 c. - ISBN 966-641-202-0. [Архівовано 6 лютого 2022 у Wayback Machine.]
- Опоряджувальні роботи (матеріали, технологія і організація робіт, засоби механізації) : монографія / О. М. Лівінський, М. О. Лівінський, М. Ф. Друкований. – Київ : "МП Леся", 2005. – 486 с. [Архівовано 7 лютого 2022 у Wayback Machine.]
- Основи розрахунку і технологія влаштування підлоги : монографія / М. Ф. Друкований, М. О. Лівінський ; МОН України. – Вінниця : УНІВЕРСУМ-Вінниця, 2006. – 218 с. – ISBN 966-641-158-Х.
- Технологія переробки біомаси : монографія / М. Ф. Друкований, О. С. Яремчук, Л. В. Сосновська. – Вінниця : ВНАУ, 2016. – 432 с.
- Буровзрывные работы на карьерах : учебник для техникумов / М. Ф. Друкованый, В. И. Ильин, Э. И. Ефремов. – 3-е изд. перераб. – Москва : Недра, 1978. - 390 с.
- Буровзрывные работы на карьерах : учебник для техникумов / М. Ф. Друкованый, Б. Н. Кукин, В. С. Куц. – Москва : Недра, 1990. – 367 с. – ISBN 5-247-01470-7.
- Вступ до будівельної справи : навчальний посібник / О. М. Лівінський, С. А. Ушацький, М. Ф. Друкований *та ін.] ; за ред. О. М. Лівінського. – Київ : МП Леся, 2007. – 336 с. – ISBN 966-8126-66-0.
- Покрівельні роботи : навчальний посібник / О. М. Лівінський, В. І. Терновий, І. В. Терновий, А. О. Васильковський, О. А. Васильковський, М. Ф. Друкований ; УАН, КНУБА, ВНТУ ; за ред. О. М. Лівінського. – вид. друге, допов. – Київ : МП Леся, 2008. – 276 с.
- [Архівовано 6 лютого 2022 у Wayback Machine.] Технологія кам'яних робіт [Електронний ресурс : навчальний посібник / М. Ф. Друкований, Б. Б. Корчевський, Т. В. Прилипко ; ВНТУ. – Електрон. текстові дані. – Вінниця : ВНТУ, 2004.
- Технологія улаштування підлоги [Електронний ресурс : навчальний посібник / М. Ф. Друкований, М. О. Лівінський ; ВНТУ. – Електрон. текстові дані. – Вінниця : ВНТУ, 2005.] [Архівовано 6 лютого 2022 у Wayback Machine.]
- Технологія опоряджувальних робіт [Електронний ресурс : навчальний посібник. Ч. 1 / О. М. Лівінський, М. О. Лівінський, М. Ф. Друкований [та ін.] ; МОН України. – Електрон. текстові дані. – Вінниця : ВНТУ, 2004.] [Архівовано 6 лютого 2022 у Wayback Machine.]
- Технологія опоряджувальних робіт [Електронний ресурс : навчальний посібник. Ч. 2 / О. М. Лівінський, М. О. Лівінський, М. Ф. Друкований [та ін.] ; ВНТУ. – Електрон. текстові дані. – Вінниця : ВНТУ, 2004.] [Архівовано 6 лютого 2022 у Wayback Machine.]
- Технологія опоряджувальних робіт [Електронний ресурс : навчальний посібник. Ч. 3 / О. М. Лівінський, М. О. Лівінський, М. Ф. Друкований [та ін.] ; ВНТУ. – Електрон. текст. дані. – Вінниця : ВНТУ, 2004.] [Архівовано 6 лютого 2022 у Wayback Machine.]
- Технологія опоряджувальних робіт [Електронний ресурс : навчальний посібник. Ч. 4 / О. М. Лівінський, М. О. Лівінський, М. Ф. Друкований [та ін.] ; ВНТУ. – Електрон. текстові дані. – Вінниця : ВНТУ, 2004.] [Архівовано 6 лютого 2022 у Wayback Machine.]
- Технологія опоряджувальних робіт [Електронний ресурс : навчальний посібник. Ч. 5 / О. М. Лівінський, М. О. Лівінський, М. Ф. Друкований [та ін.] ; ВНТУ. – Електрон. текстові дані. – Вінниця : ВНТУ, 2004.] [Архівовано 6 лютого 2022 у Wayback Machine.]
- Технологія опоряджувальних робіт [Електронний ресурс : навчальний посібник. Ч. 6 / О. М. Лівінський, М. О. Лівінський, М. Ф. Друкований [та ін.] ; ВНТУ. – Електрон. текстові дані. – Вінниця : ВНТУ, 2004.] [Архівовано 6 лютого 2022 у Wayback Machine.]
- Технологія опоряджувальних робіт [Електронний ресурс : навчальний посібник. Ч. 7 / О. М. Лівінський, М. О. Лівінський, М. Ф. Друкований [та ін.] ; ВНТУ. – Електрон. текстові дані. – Вінниця : ВНТУ, 2005.] [Архівовано 6 лютого 2022 у Wayback Machine.]
- Технологія процесів монолітного бетону та залізобетону [Електронний ресурс : Навчальний посібник / М. Ф. Друкований, Т. В. Прилипко, Н. В. Смоляк ; МО України. – Електронні текстові дані. – Вінниця : ВДТУ, 1999.] [Архівовано 6 лютого 2022 у Wayback Machine.]
- Управление действием взрыва скважинных зарядов на карьерах / М. Ф. Друкованый, В. С. Куц, В. И. Ильин. – Москва : Недра, 1980. – 223 с.